# 481

Het Frankische Rijk (481 - 814)

Het jaar 481 is het 81e jaar in de 5e eeuw volgens de christelijke jaartelling.

## Gebeurtenissen

### Europa
- De 15-jarige Clovis I, telg uit het huis van de Merovingen, volgt zijn vader Childerik I op als koning (hertog) van de Salische Franken. Hij regeert met steun van naburige Frankische stamgroepen het noorden van Gallië en vestigt zijn regeringszetel in Doornik (huidige België).
- De Bourgondiërs onder Gundobad breiden hun gebied verder uit naar het zuiden langs de Rhône tot aan de Middellandse Zee. De Visigoten veroveren de havenstad Marseille.

### Balkan
- Koning Theodorik de Oudere verslaat in Thracië de opstandige Bulgaren en probeert tevergeefs met een expeditieleger de Byzantijnse hoofdstad Constantinopel in te nemen.
- Winter - Theodorik de Oudere wordt gedwongen zich terug te trekken naar Griekenland. Tijdens de terugtocht komt hij in een legerkamp bij Philippi (Macedonië) om het leven.

## Overleden
- Childerik I, koning (hertog) van de Salische Franken (waarschijnlijke datum)
- Theodorik de Oudere, koning van de Ostrogoten